# Autobahn A5 (Schweiz)
Die Schweizer Autobahn A5 und Autostrasse A5 – weitgehend deckungsgleich mit der Nationalstrasse 5 – führt von der A1 südlich von Yverdon-les-Bains am Jurasüdfuss über Neuenburg und Biel/Bienne nach Solothurn, wo sie bei Luterbach wieder mit der A1 zusammenfällt.

## Nationalstrasse
Die A5 ist auf ihren Abschnitten mit der Nationalstrasse N5 deckungsgleich. Die Nationalstrasse ist in drei Abschnitte gegliedert, deren projektierter Ausbaustand im Bundesbeschluss über das Nationalstrassennetz festgelegt ist. An Teilstücken, die nicht als Autobahn oder Autostrasse ausgebaut sind (Nationalstrasse dritter Klasse), ist die Nationalstrasse als Hauptstrasse 5 geschildert.

## Abschnitte

### Luterbach–Biel Ost

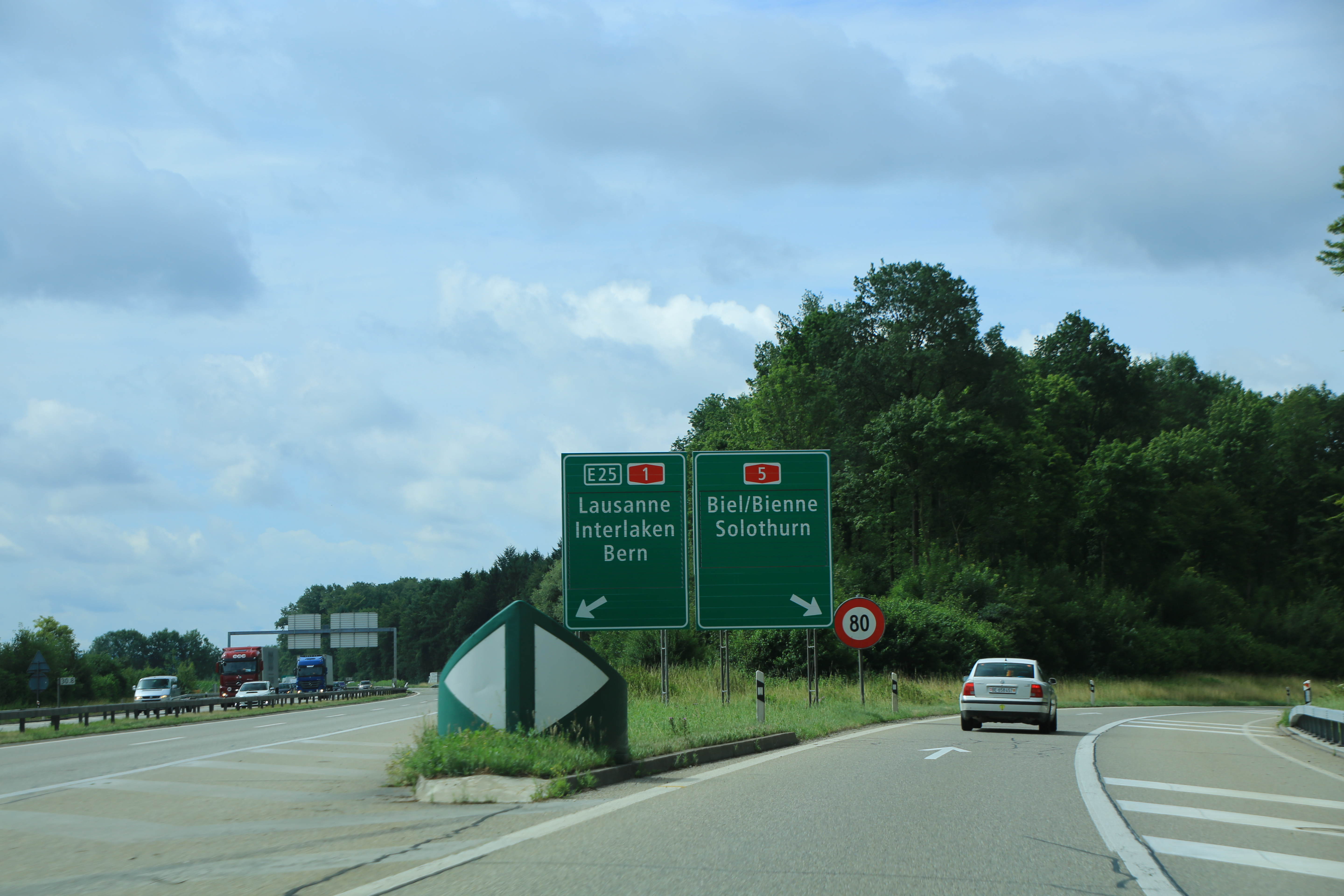
Verzweigung Luterbach A1/A5, westwärts (2017)

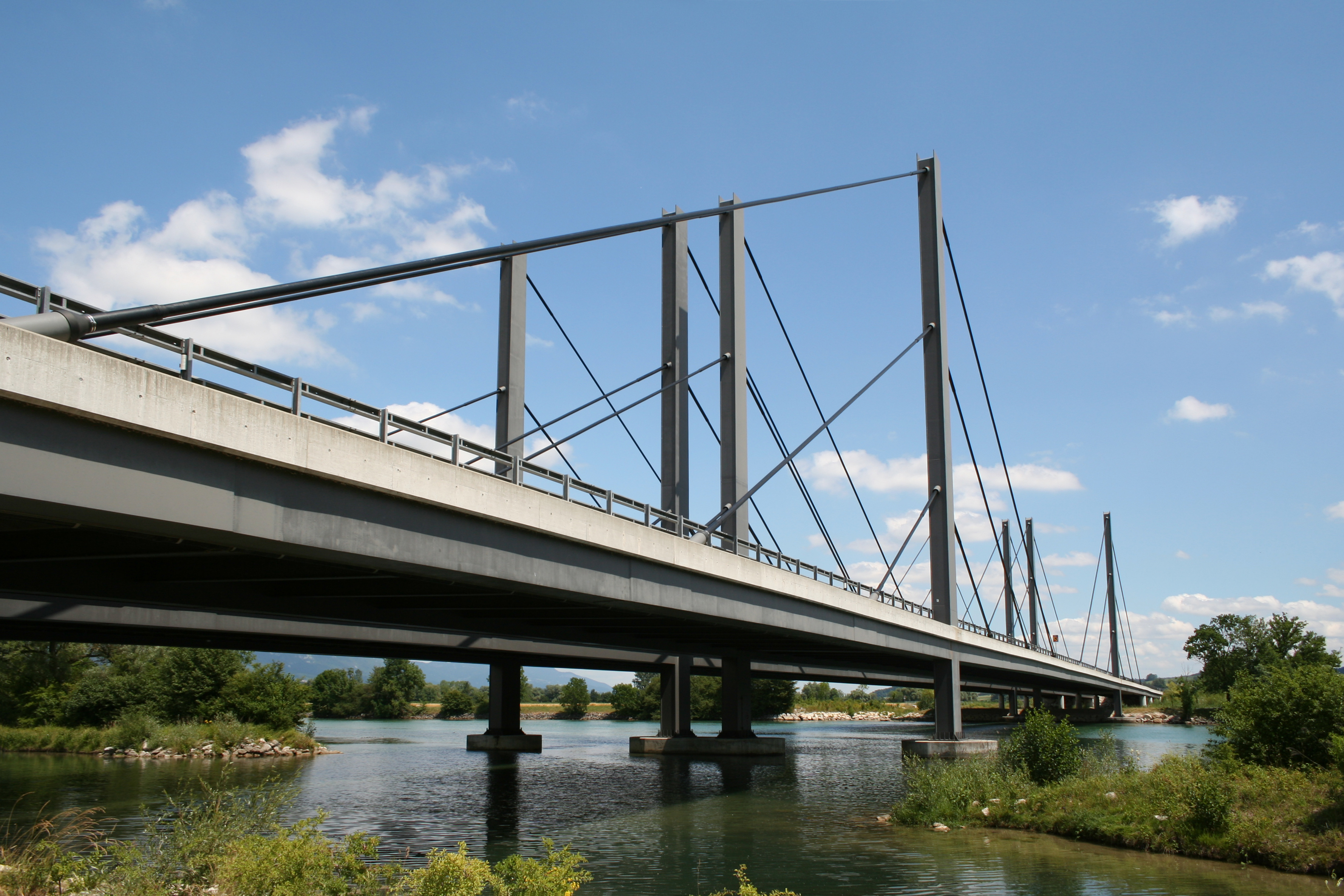
Aarebrücke bei Grenchen/Arch

Der Abschnitt Luterbach–Biel Ost ist als Nationalstrasse zweiter Klasse projektiert und als Autobahn verwirklicht; seit 2002 ist die Strasse durchgehend befahrbar. Der Abschnitt wurde in drei Etappen eröffnet: Beim Bau der N1 wurden die Verzweigung Luterbach und das N5-Teilstück Luterbach–Zuchwil erstellt und 1971 zusammen mit dem anschliessenden Teil der N1 eröffnet. Über 30 Jahre lang diente dieses Teilstück als erster Autobahnzubringer Solothurns.
Erst im Hinblick auf die Landesausstellung Expo.02 wurde der Verlauf der Autobahn, deren geplanter Bau grosse politische Auseinandersetzungen bis hin zu den Abstimmungen über die so genannten Kleeblattinitiativen im Jahr 1990 provoziert hatte, neu diskutiert und erweiterten Landschaftsschutzzielen besonders in der Witischutzzone angepasst. Nachdem seit dem 31. Mai 2001 das A5-Teilstück Bözingenfeld (Biel Ost)–Lengnau im Betrieb stand, folgte der noch fehlende Teil von Lengnau bis Zuchwil am 18. April 2002 – noch vor der Eröffnung der Landesausstellung.

### Yverdon-les-Bains-Biel West

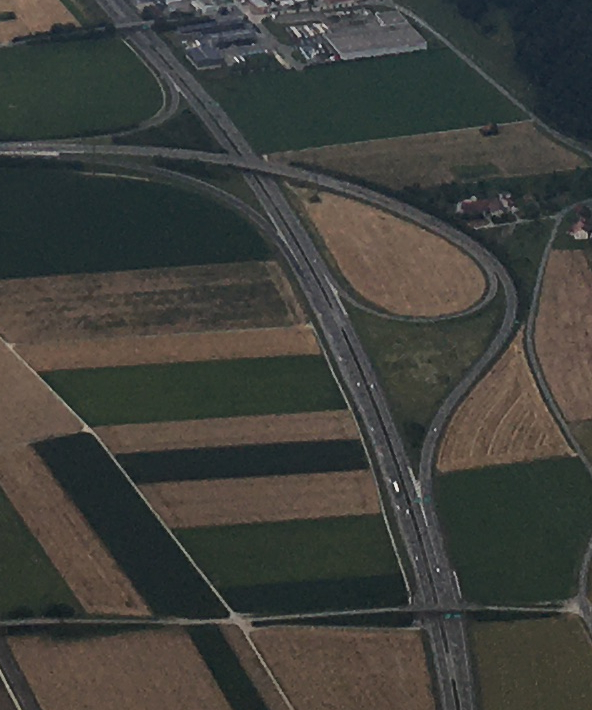
Verzweigung Yverdon A1/A5, Luftbild (2020)

Der Abschnitt Yverdon–les-Bains-Neuenburg–Biel West ist als Nationalstrasse zweiter und dritter Klasse projektiert, wodurch er äusserst uneinheitlich ausgebaut ist. Zwischen Twann und Le Landeron wurde die N5 als Autostrasse erstellt. Das N5-Teilstück von der Verzweigung Yverdon-les-Bains an der A1 bis nach Grandson wurde 1984 als Autobahn eröffnet. Auf diesem Abschnitt befindet sich das Viadukt von Yverdon-les-Bains, das mit 3155 Metern das längste Viadukt der Schweiz ist.
Mitte der 1990er erfolgte der Bau der Fortsetzung von Le Landeron unter der Stadt Neuenburg hindurch zum Anschluss Neuchâtel Serrières, die als Autobahn erstellt wurde.
Im Gegensatz zum Abschnitt Luterbach–Biel war eine Fertigstellung der A5 zwischen Yverdon-les-Bains und Biel auf den Beginn der Expo.02 nicht möglich. Allerdings konnte die Hauptstrasse 5 am 11. Mai 2002 auf das weit fortgeschrittene Autobahn-Teilstück Vaumarcus–Bevaix (7,5 km) geleitet werden. Zwischen Vaumarcus und dem Tunnel Sauges wurde die südliche Fahrbahn im Gegenverkehr freigegeben, während die Tunnel und das Teilstück bis Bevaix bereits richtungsgetrennt befahren wurden. Am 20. Oktober 2003 wurde das gesamte Teilstück als Autobahn in Betrieb genommen.
Am 28. November 2003 wurde die Einhausung Areuse in Betrieb genommen, um an der Oberfläche diverse Fertigstellungsarbeiten zu ermöglichen. Zusammen mit dem Teilstück Grandson–Vaumarcus wurde auch das 5,7 km lange Teilstück Bevaix–Areuse am 12. Mai 2005 eröffnet, wobei Letzteres bis zur Fertigstellung des Chanélaz-Viadukts im November 2005 teilweise nur einspurig befahrbar war.

### Tunnel de Serrières
Als wichtige Ausfallstrasse im Westen von Neuenburg wurde die Hauptstrasse 5 bereits 1974 bei Auvernier als Nationalstrasse dritter Klasse auf zweimal zwei Spuren ausgebaut. Als die Stadt Neuenburg Mitte der 1990er mit einer Autobahn untertunnelt wurde, wurde das westliche Ende des Stadttunnels an das ausgebaute Teilstück angeschlossen. Dabei entstand der unterirdische Autobahnanschluss Neuchâtel Serrières und am Tunnelportal der Halbanschluss Neuchâtel Ouest, der die Funktion hatte, die Hauptstrasse in die neu durchgebundene Nationalstrasse ein- respektive auszufädeln. Als im November 2003 die Einhausung Areuse in Betrieb genommen werden konnte, wurde diese an ihrem östlichen Ende mit der Ausbaustrecke bei Auvernier verbunden. Auch hier erhielt der Halbanschluss Auvernier nur die Funktion. die Hauptstrasse mit der Nationalstrasse zu verflechten respektive zu entflechten.
Dass eine Durchbindung von zwei richtungsgetrennten Autobahnen über eine Hauptstrasse mit Gemischtverkehr nicht sinnvoll ist, wurde bereits bei der Planung des Teilstücks Grandson–Areuse–Neuenburg berücksichtigt. Aufgrund der Topographie und der räumlichen Verhältnisse wurde das fragliche Teilstück als etwa 800 Meter langer Tunnel projektiert und im Januar 2001 genehmigt.
Das aufwendige Tunnelprojekt, das im Jura-Kalkstein teilweise unter dem Spiegel des Neuenburgersees gebohrt werden musste, wurde nicht mit den übrigen Autobahnteilstücken begonnen, da von verschiedener Seite gefordert wurde, eine günstigere Lösung für das faktisch schon bestehende Autobahnstück zu suchen. Durch die Verzögerungen hat der Bau erst am 23. März 2009 begonnen, im März 2014 erfolgte die Inbetriebnahme.

### Umfahrung BielOst–West(Südumfahrung Biel)

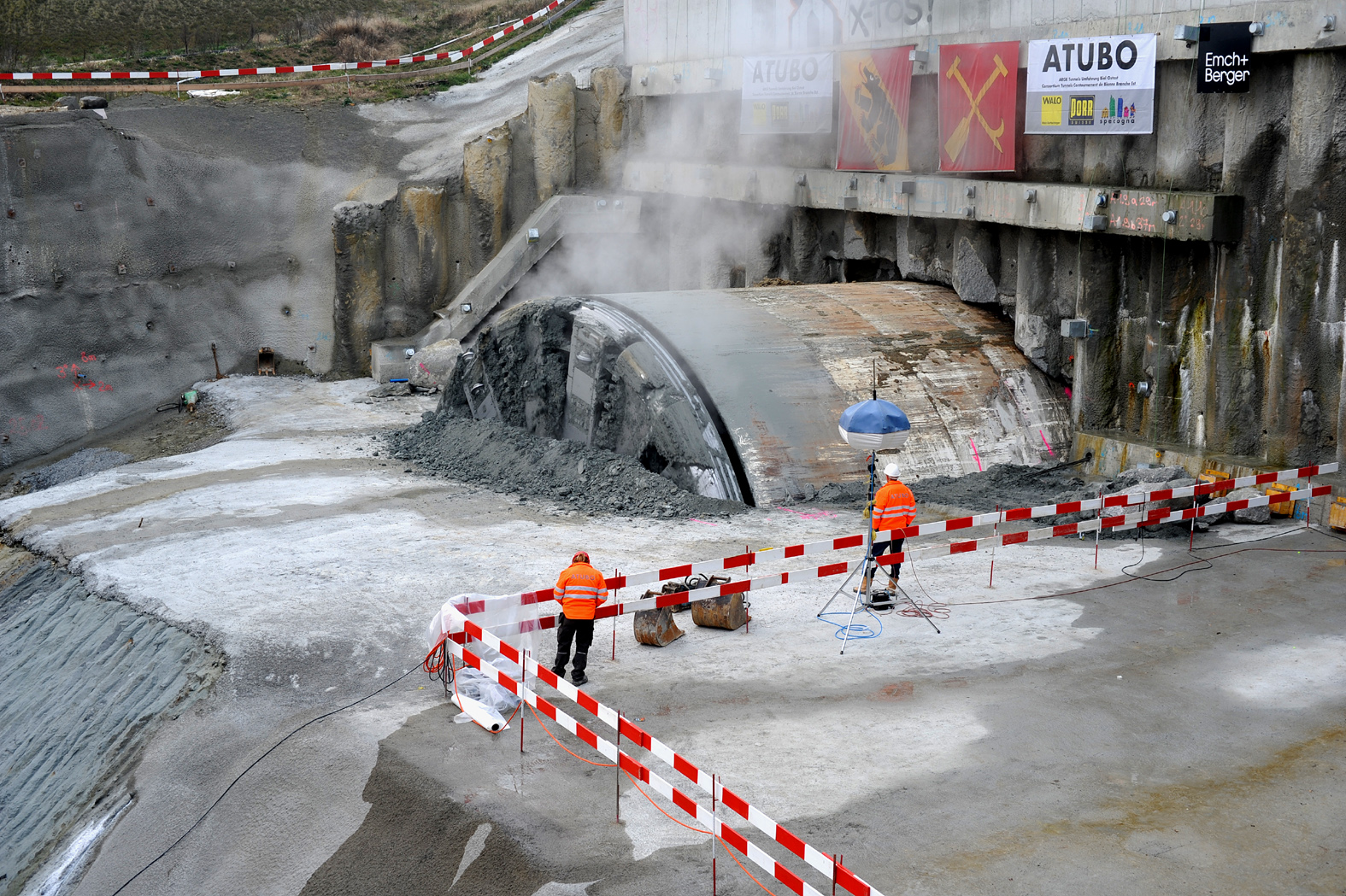
Durchstich Ostumfahrung, 20. November 2009

Der Abschnitt Biel Ost (Verzweigung Bözingenfeld) – Biel West ist als städtische Nationalstrasse zweiter Klasse vorgesehen und wird eines der letzten fertiggestellten Teilstücke des schweizerischen Nationalstrassennetzes sein. Die sogenannte Umfahrung Biel besteht aus zwei Ästen: Der Ost-Ast zwischen Bözingenfeld und Port (Verzweigung Brüggmoos) ist als Autobahn gebaut. Der West-Ast zwischen Port (Verzweigung Brüggmoos) und Biel West verläuft als Autobahn durch die Stadt Biel bis Seevorstadt, ab da ist ein Autostrassentunnel als Umfahrung Vingelz bis Steinbruch Rusel geplant. Verknüpft werden die beiden Äste an der Verzweigung Brüggmoos bei Port, in welche auch die noch auszubauende Autostrasse A6 (ehemals T6) eingebunden wird.

#### Ostast
Der Ost-Ast schliesst im Bözingenfeld an die bestehende A5 von Solothurn und A16 vom Jura an und führt von da durch den Büttenbergtunnel nach Orpund, wo ein Vollanschluss ist. Von da führt er weiter durch den Längholztunnel zur Verzweigung Brüggmoos, dort besteht eine Verbindung auf die Autostrasse A6 Richtung Bern und auf die Bernstrasse Richtung Biel Zentrum. Ebenfalls gibt es dort den Halbanschluss Biel Süd.
Mit dem Bau des Ostasts wurde im Dezember 2007 begonnen, die Verkehrsübergabe fand am 27. Oktober 2017 statt.

#### Westast
Das Projekt für den Bau des Westasts wurde im September 2014 vom Bundesrat genehmigt; als möglichen Fertigstellungstermin gab das zuständige Bundesamt das Jahr 2030 an. Im Rahmen der Planauflage im Frühjahr 2017 haben allerdings der VCS, der WWF, der Berner Heimatschutz, die Stiftung Landschaftsschutz Schweiz und Helvetia Nostra die Umweltverträglichkeit des Bauprojekts infrage gestellt und dieses als «nicht bewilligbar» bezeichnet. Zudem wehrten sich Bevölkerungskreise in der Stadt Biel gegen die beiden offenen Autobahnanschlüsse mitten in der Stadt und verlangten eine Rückklassierung des Teilstücks zu einer Nationalstrasse 3. Klasse in Übereinstimmung mit dem folgenden Teilstück Biel (West) bis Twann.
Im Frühjahr 2019 wurde einem Sistierungsgesuch des TBA (Tiefbauamt des Kanton Bern) durch den Bund zugestimmt. Der Kanton Bern initiierte daraufhin die Dialoggruppe «Runder Tisch», an welcher Interessenvertreter aller Beteiligten bis Juni 2020 eine Lösung ausarbeiten sollen. Durch den Ausbruch von Covid-19 in der Schweiz wurde jedoch im Frühjahr 2020 die Arbeit der Taskforce unterbrochen. Im Dezember 2020 wurde der Abschlussbericht des Dialogprozesses an den Verkehrsdirektor des Kantons Bern Christoph Neuhaus übergeben, welcher anschliessend mitteilte, dass das jetzige Projekt abgeschrieben sei.
Folgende Konzepte waren neben dem offiziellen Projekt Westast denkbar in der Diskussion:
- Seelandtangente, Alternativ-Route über die Südseite vom Bielersee, Anbindung an T10 / A6, zweispurige Autostrasse mit etwa 50 % gedeckten Abschnitten durch das Grosse Moos[17]
- Stadttunnel «So besser», Alternativ-Vorschlag des Komitees «Westast so nicht!», Verzweigung Brüggmoos A6 bis Ligerz N5 ohne Aus-/Einfahrt, zweispuriger Autostrassentunnel unter Grundwasserspiegel[18]
- Juratunnel (Konzept aus den 70er Jahren), Alternativ-Route ab der Verzweigung Bözingenfeld mittels Tunnel bis nach Vingelz ohne Aus-/Einfahrt (dieses Konzept ist wegen seiner sehr geringen Entlastung der Stadt eher unwahrscheinlich), zudem wurden in der Vergangenheit bereits Juratunnel-Varianten mit Anschluss in Biel (Aus-/ Einfahrt auf Höhe Mühlebrücke) ausgearbeitet und als kaum realisierbar eingestuft (massiver Eingriff in die Stadt, wirtschaftlich ungünstig).
- Nationalstrasse 3. Klasse, Grundsätzliche Umklassierung der N5 ab Verzweigung Brüggmoos bis Eingang Twanntunnel und damit Verzicht auf Realisierung einer Autobahn in diesem Perimeter. Gegebenenfalls Kapazitätsausbauten innerhalb der Stadt Biel (Ab Guido-Müller-Platz bis Seevorstadt)

## Ausbauprojekte

### Verlängerung Twanntunnel
Der Twanntunnel zwischen der namensgebenden Ortschaft Twann und Ligerz wird von 2013 bis 2021 saniert, dabei werden insbesondere die Sicherheitsausrüstung des Tunnels ersetzt und alle 300 Meter neue Notausgänge erstellt.
Um das Dorf Twann zu entlasten (durchschnittliche tägliche Verkehrsstärke im Jahr 2018: 20900), wird eine Verlängerung des Twanntunnels in Richtung Biel ausgearbeitet. Das Projekt wurde jedoch 2016 vom Bundesverwaltungsgericht für nicht realisierbar erklärt, da das Ostportal in Richtung Biel die Landschaft zu stark tangiere.
Das Projekt Twanntunnel steht nicht in direktem Zusammenhang mit dem Projekt Westast-Biel.